# Polonidok

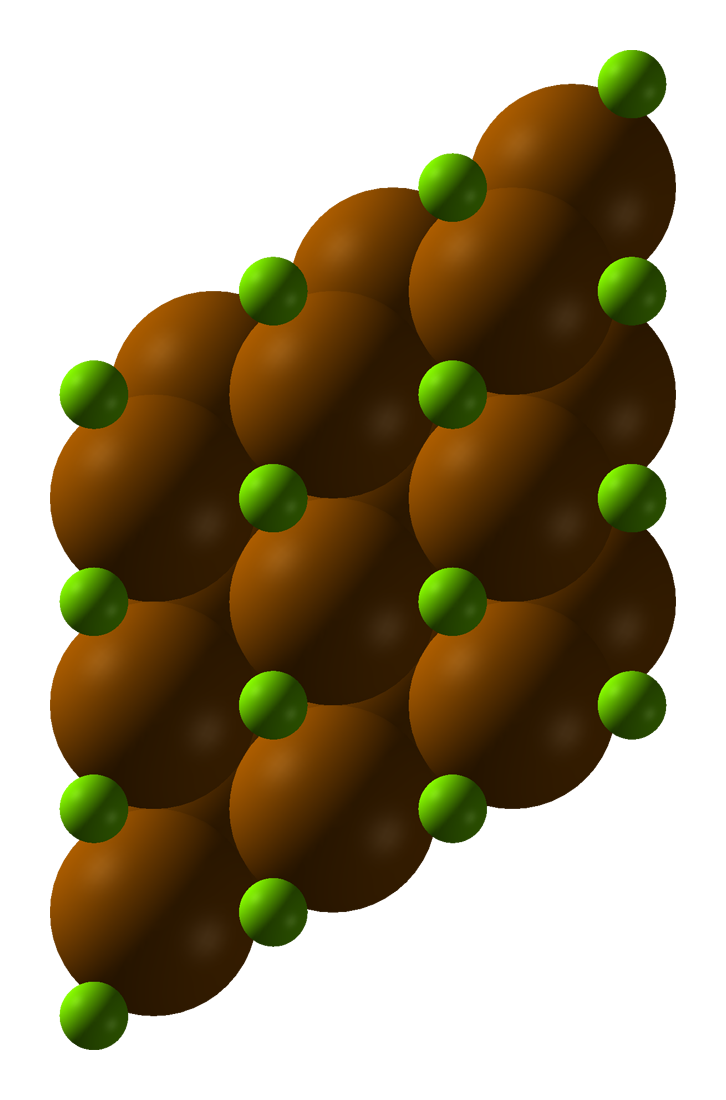
A magnézium-polonid kristályszerkezete, a Mg^{2+} ionok zöldek, a Po^{2−} ionok barnák

A polonidok olyan vegyületek, amelyekben a polónium a nála kisebb elektronegativitású elemekkel alkot vegyületet. A polonidokat általában az elemek közvetlen reakciójával állítják elő 300–400 °C-on.
Két csoportba oszthatók:
- Ionvegyületek, amelyek Po2− aniont tartalmaznak.
- intermetallikus polonidok, amelyek kémiai kötésrendszere összetettebb.

A polonidok egy része e fenti két eset közötti átmenetnek tekinthető, mások pedig nem sztöchiometrikus vegyületek. A polónium ötvözetei is a polonidok közé sorolhatók. Mivel a polónium a periódusos rendszerben a tellúr alatt található, ezért sok hasonlóság van a telluridok és a polonidok szerkezete és kémiai tulajdonságaik között.

## Természetben előforduló polonidok
Az ólom-polonid (PbPo) megtalálható a természetben, mivel a polónium alfa-bomlása során ólom keletkezik.

## Po2−aniont tartalmazó polonidok
A polónium a legelektronpozitívabb fémekkel alkothat klasszikus ionvegyületeket, amikben Po2− anion van.
| Képlet | szerkezet    | rács- paraméter | forrás      |
| ------ | ------------ | --------------- | ----------- |
| Na2Po  | anti-fluorit | 747,3(4) pm     | [ 5 ] [ 2 ] |
| CaPo   | halit (NaCl) | 651,0(4) pm     | [ 5 ] [ 2 ] |
| BaPo   | halit        | 711,9 pm        | [ 5 ] [ 3 ] |

A kisebb méretű kationnal alkotott vegyületek szerkezeti sajátságai arra utalnak, hogy ezekben a polonidion jobban polarizálódik, vagyis erősebb a kötés kovalens jellege. A magnézium-polonid annyiban különleges, hogy szerkezete nem azonos a magnézium-telluridéval: utóbbi wurtzit szerkezetű, bár nikkelin-típusú fázisról is beszámoltak.
| Képlet | szerkezet       | rács- paraméter           | forrás      |
| ------ | --------------- | ------------------------- | ----------- |
| MgPo   | nikkelin (NiAs) | a = 434,5 pm c = 707,7 pm | [ 5 ] [ 3 ] |
| BePo   | szfalerit (ZnS) | 582,7 pm                  | [ 5 ] [ 2 ] |
| CdPo   | szfalerit (ZnS) | 666,5 pm                  | [ 5 ] [ 3 ] |
| ZnPo   | szfalerit (ZnS) | 628(2) pm                 | [ 2 ]       |

A polonid anion mérete Shannon kationsugarai alapján számítható: 4-es koordináció esetén az ionsugár 223 pm, 6-osnál 223 pm, 8-asnál pedig 225 pm. Jól látható a lantanoidakontrakció hatása, hiszen a 6-os koordinációjú telluridion (Te2−) sugara is 221 pm.
A polónium a lantanoidákkal X2Po3 általános összegképletű vegyületeket alkot, ezeket is ionvegyületeknek lehet tekinteni.

## Intermetallikus polonidok
A lantanoidák halit-szerkezettel rendelkező, nagyon stabil polonidokat képeznek, melyeknek XPo összegképletük van. Mivel a +2 oxidációs szám nem jellemző a lantanoidák többségére, ezeket a polonidokat leginkább intermetallikus vegyületekként lehet jellemezni, semmint különálló ionokból felépülő anyagként. Ezek a vegyületek legalább 1600 °C-ig stabilak (a túlium-polonid (TmPo) olvadáspontja 2200 °C), ezzel szemben az ionos X2Po3 általános összegképletű lantanoida-polonidok 600 °C körül bomlanak.
Az intermetallikus vegyületek hőstabilitása és nem illékony volta (a fém polónium forráspontja 962 °C) nagy jelentőséggel bír a polóniumon alapuló hőforrásokban történő felhasználásukban.

A higany és ólom 1:1 arányú polonidokat is képez. A platina polóniummal PtPo2 képletű vegyületet alkot, míg a nikkel és a polónium NiPox (x = 1–2) összegképletű fázisokat alkot. Az arany is tág összetételi határokkal képez szilárd oldatot a polóniummal, a bizmut és polónium pedig minden arányban keverednek egymással. A polónium nem lép reakcióba a következő elemekkel: alumínium, szén, vas, molibdén, tantál, volfrám.

## Fordítás
Ez a szócikk részben vagy egészben  a   Polonide című angol Wikipédia-szócikk ezen változatának fordításán alapul.  Az eredeti cikk szerkesztőit annak laptörténete sorolja fel. Ez a jelzés csupán a megfogalmazás eredetét és a szerzői jogokat jelzi, nem szolgál a cikkben szereplő információk forrásmegjelöléseként.